# Commission communautaire flamande

Drapeau de la COCON

La Commission communautaire flamande ou COCON (en néerlandais Vlaamse Gemeenschapscommissie ou VGC) est, dans le système fédéral belge, l’organe compétent pour les institutions monocommunautaires néerlandophones de la Région de Bruxelles-Capitale, celle-ci étant dotée d’un statut bilingue (français et néerlandais). Il existe, de même, au sein de la Région une Commission communautaire française (COCOF) et une Commission communautaire commune (COCOM).

## Compétences
La Commission communautaire flamande est compétente sur le territoire de la Région de Bruxelles-Capitale pour les matières communautaires relatives aux institutions unilingues qui ressortent exclusivement de la Communauté flamande.
Elle jouit de la compétence d'un pouvoir organisateur et dispose d'un pouvoir règlementaire. Elle est soumise à la tutelle de la Communauté flamande.
Contrairement à la Commission communautaire française, la Commission communautaire flamande n'a pas reçu, par transfert, de compétences législatives de la Communauté flamande.

## Historique
La Commission flamande de la culture avait été créée en 1971 pour exercer, dans les 19 communes de l'Agglomération bruxelloise, des compétences culturelles .
En 1989, à la suite de la création de la Région de Bruxelles-Capitale, la Commission communautaire flamande est mise en place  et succède à la  Commission flamande de la culture.
En 1995, la Commission communautaire flamande succède à l'ancienne Province de Brabant dans le cadre de ses compétences .

## Composition
La commission est formée d’un organe exécutif (le Collège), et d’un organe législatif (l'Assemblée de la Commission communautaire flamande) .
Depuis les élections régionales du 9 juin 2024, la Commission se compose ainsi :
|       |                                                 |         |  |  |  |  |  |  |  |  |  |  |  |  |
| Parti | Parti                                           | Députés |  |  |  |  |  |  |  |  |  |  |  |  |
|       | Groen                                           | 4       |  |  |  |  |  |  |  |  |  |  |  |  |
|       | Team Fouad Ahidar                               | 3       |  |  |  |  |  |  |  |  |  |  |  |  |
|       | Nieuw-Vlaamse Alliantie (N-VA)                  | 2       |  |  |  |  |  |  |  |  |  |  |  |  |
|       | Open Vlaamse Liberalen en Democraten (Open VLD) | 2       |  |  |  |  |  |  |  |  |  |  |  |  |
|       | Vooruit                                         | 2       |  |  |  |  |  |  |  |  |  |  |  |  |
|       | Vlaams Belang (VB)                              | 1       |  |  |  |  |  |  |  |  |  |  |  |  |
|       | Partij van de Arbeid van België (PVDA)          | 1       |  |  |  |  |  |  |  |  |  |  |  |  |
|       | Christen-Democratisch en Vlaams (CD&V)          | 1       |  |  |  |  |  |  |  |  |  |  |  |  |
|       | SV Brussels                                     | 1       |  |  |  |  |  |  |  |  |  |  |  |  |

### Le Collège de la commission communautaire flamande
Les deux ministres néerlandophones et le secrétaire d’État néerlandophone du Gouvernement de la Région de Bruxelles-Capitale forment le Collège de la Commission communautaire flamande. Un membre bruxellois du Gouvernement flamand assiste, avec voix consultative, aux séances du Collège de la Commission communautaire flamande.

### L'Assemblée de la Commission communautaire flamande
L'Assemblée de la Commission communautaire flamande est composé des 17 membres néerlandophones du Parlement de la Région de Bruxelles-Capitale.